# Diplogrammus
Diplogrammus is een geslacht van straalvinnige vissen uit de familie van pitvissen (Callionymidae). Het geslacht is voor het eerst wetenschappelijk beschreven in 1865 door Gill.

## Soorten
- Diplogrammus goramensis (Bleeker, 1858)
- Diplogrammus gruveli Smith, 1963
- Diplogrammus infulatus Smith, 1963
- Diplogrammus pauciradiatus (Gill, 1865)
- Diplogrammus paucispinis
- Diplogrammus pygmaeus Fricke, 1981
- Diplogrammus randalli Fricke, 1983
- Diplogrammus xenicus (Jordan & Thompson, 1914)